# Aquiles Cuadra
Aquiles Cuadra de Miguel (Tudela, 7 de noviembre de 1896 - Pamplona, 19 de octubre de 1939) fue un abogado y político español de Izquierda Republicana, alcalde de Tudela. 

## Biografía
Aquiles era hijo de Ruperto Cuadra, candidato a la alcaldía de Tudela por el partido republicano en las elecciones municipales de febrero de 1920.
De 1930 a 1931 dirigió el diario republicano Hoy y como membro de la Agrupación Republicana de Tudela, se encargó de la proclamación de la Segunda República Española en el balcón del ayuntamiento de Tudela el 14 de abril de 1931. En las elecciones municipales españolas de 1931 fue elegido alcalde de Tudela por el Partido Republicano Radical Socialista. También se presentó en la candidatura navarra de la Conjunción Republicano-Socialista encabezada por Mariano Ansó en las elecciones generales españolas de 1931, pero no resultó elegido.
Cuadra fue condenado por un consejo de guerra en 1939 por oponerse al golpe de Estado del 18 de julio de 1936 y fusilado el 19 de octubre de ese mismo año.

## Homenajes
El 29 de octubre de 2019, recibió tributo en Tudela por la unanimidad de los grupos políticos representados.